# 1815年のタンボラ山噴火
座標: 南緯8度15分 東経118度00分 / 南緯8.25度 東経118度

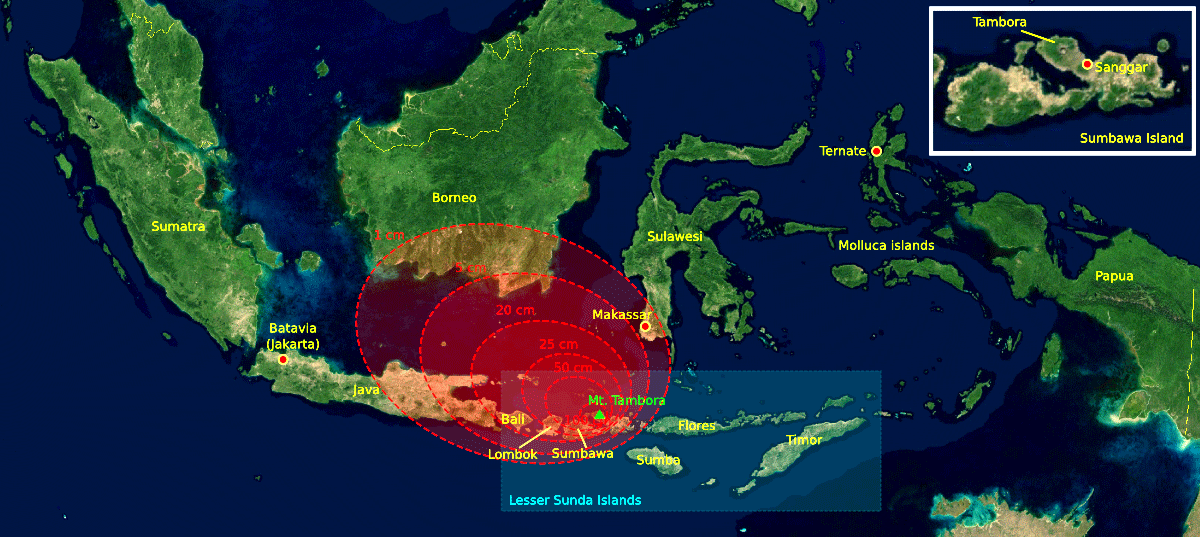
降灰分布図

1815年のタンボラ山の大噴火（英語: 1815 eruption of Mount Tambora）は、記録の残る中では人類史上世界最大の火山噴火である。噴火そのものの規模だけでなく犠牲者数も世界噴火史上最大であり、史上最悪の火山災害となった。本項ではこの大噴火とそれによってもたらされた世界的な影響について解説する。

## 1815年4月に発生した大噴火
大噴火を起こしたのは、現在のインドネシア・スンバワ島（当時はオランダ領東インド）にある活火山、タンボラ山である。タンボラは有史以降、数世紀にわたって長らく火山活動の記録がなかったが、1812年から火山活動を開始し、1815年4月に大噴火を引き起こした。

大噴火は1815年4月5日から始まり、爆発のクライマックスを迎えたのは4月10日〜11日である（活動そのものは7月15日まで続いた）。噴火に伴う大爆発音は極めて広範囲に伝わり、1,500km以上離れた場所でも聞こえたという（一説では約1,700〜1,800km先でも聞こえた）。噴煙は成層圏に達して高さ40kmを超えた。

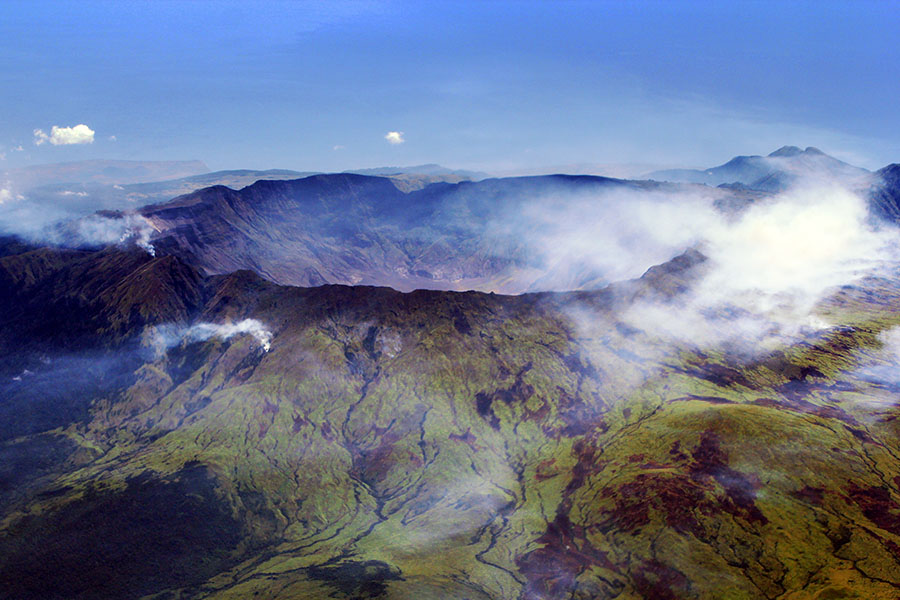
1815年の大噴火で形成されたタンボラ山のカルデラ

噴火によって莫大な量の火山灰が噴出され、半径約1,000kmの範囲で降灰が確認された。火山灰により、500km離れたマドゥラ島では3日間にわたり（昼でも）暗闇となった。噴火で発生した大火砕流は、25km離れた村を襲って壊滅させ、さらに海に流入して大津波を発生させ、直接の死者はおよそ1万人に達した。その後世界中で蔓延した飢餓や疫病なども含めて、約7万1,000人〜12万1,000人が犠牲になったといわれる（正確な犠牲者数については諸説あり）。
スンバワ島の中心集落であるタンボラでの口語であったタンボラ語は、集落が壊滅しほぼ全ての話者が失われたことにより、僅か48語のみを残して死語となった。
この大噴火により、直径6km・深さ1,100mの巨大カルデラが形成され、タンボラ山の標高は4,000mから2,850mへと低下した。約30km3の山体が消失したとされる。
アメリカ地質調査所とインドネシア火山局の調査によって、この時に壊滅した山麓の村の遺跡が2004年に発見され、家屋や人骨などが見つかった。

## 噴火の規模

1815年のタンボラ噴火はVEI-7の巨大爆発であった

有史以降最大級の噴火であったタンボラの噴火は、火山爆発指数でその爆発規模を示すとVEI-7となる。噴火の総合的なエネルギーは1027エルグと推定されており、また噴出物総量は約150km3（推定1,700億トン）であった。マグマ噴出量は2.4×1014kg、熱エネルギーは2×1020J、最大噴煙高度は43km、最大噴出率は2.8×108kg/s、噴火マグニチュードは7.3とされる。
「ウルトラプリニー式噴火」と呼ばれる巨大噴火（破局噴火）であり、ポンペイを消滅させた79年のヴェスヴィオ山噴火の約20倍の規模であった。また、1883年のクラカタウ噴火の約4倍、広島型原爆の約52,000倍に相当するエネルギーであったと見積もられている。
ピッツバーグ大学の火山学者であるジェイニーン・クリップナーは、「もしも現代において再び同規模の歴史的大噴火が発生すれば、世界中でさらに多数の犠牲者が出るだろう」と警鐘を鳴らしている。

## 地球規模の異常気象
史上最大級の爆発であっただけに、この大噴火によって世界中に甚大な影響が及ぼされ、火山災害（犠牲者数）としての面でも史上最悪となった。
噴煙や火山灰が成層圏に達して火山性エアロゾルにより日射が遮られたため（日傘効果）、地球全体の気温が低下し、世界各地に著しい異常気象がもたらされた。世界的に平均気温が約1.7℃も低下し、火山の冬と呼ばれる大規模な寒冷化をもたらした。
大噴火が起きた1815年の夏は、噴出した膨大な量の火山灰の影響で、北半球を中心に各地で異常なほどの低温となった。アメリカ北東部では雪や霜が6月まで見られたほか、ヨーロッパでは5月から10月頃まで長雨が続き、各地で不作（食糧不足）となった。

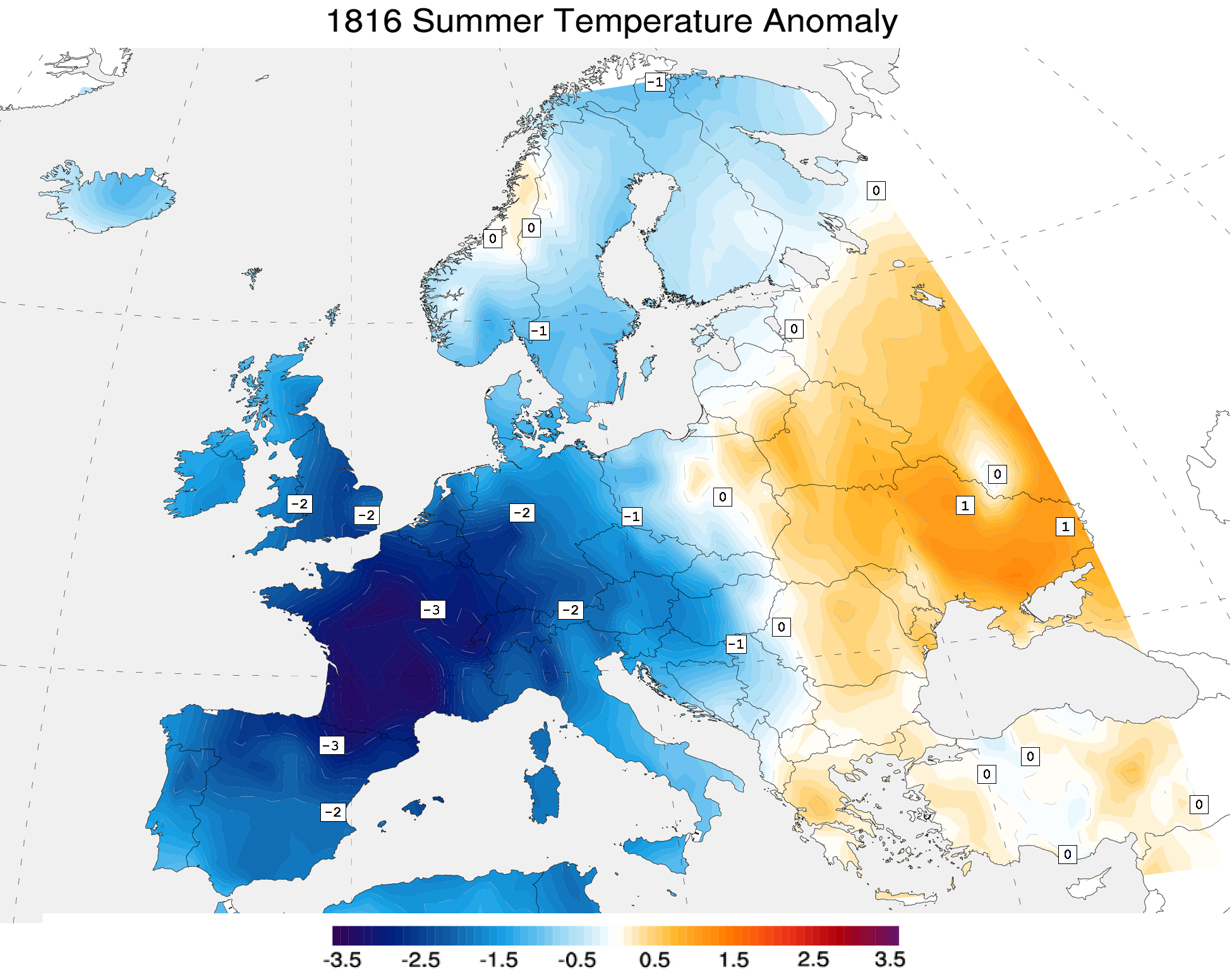
1816年の夏は記録的な冷夏であった

翌1816年、欧米では近代史上最も寒い年となり「夏のない年」と呼ばれるほど世界的な低温が続いた。 イェール大学に残る記録によれば、この年の夏は気温が平年より4℃も低かったという。この「夏のない年」は「西洋において最後で最大の危機」とも称された。
各地で農作物が大打撃を受け、スイスなどヨーロッパでは深刻な飢饉が起きた。ハンガリーやイタリアでは赤い雪が降った。さらには、この大災害の時にコレラが初めて世界的に大流行したともいわれている。
ナポレオンがワーテルローの戦いで敗戦に追い込まれた原因の一つは、この時の大雨であるといわれる。フランス人作家・ヴィクトル・ユーゴーは「レ・ミゼラブル」の中でワーテルローの戦いについて「季節外れの雲に覆われた空が、世界の崩壊をもたらした」と言及した。
噴火によるエアロゾル等の影響で世界各地で異常に鮮やかな夕焼けが見られた。エアロゾルが太陽を遮り波長の長い赤が強まったため、こうした現象が発生した。太陽のまわりにはビショップの環と呼ばれる大きな輪が出現したという。
なお、タンボラと夏のない年に関係があること自体は、長らくそう信じられてはきたが、科学的な根拠をもってそれが証明されたのは比較的最近のことである。

## 文化的な影響

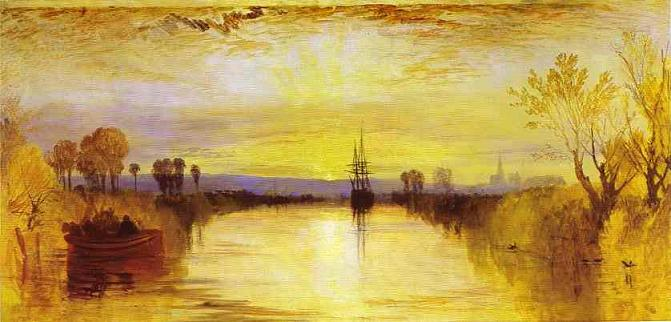
ターナーの絵画『チチェスター運河』

世界的な異常気象は、当時の文学や芸術などにも少なからず影響を残した。
例えば『フランケンシュタイン』や『吸血鬼』などの文学作品は、長雨が続くスイス･レマン湖畔にて、外に出られない退屈をしのぐための暇潰しで生み出された（ディオダティ荘の怪奇談義）。実際、前者の作者であるイギリス人作家のメアリー・シェリーは、当時の天候について「多湿で不愛想な夏と降りやまない雨によって外出できなかった」と言及している。
異常気象により移動用の馬の餌が不足し、「ドライジーネ」などの、現代の自転車の原型といわれる乗り物がドイツで代わりに考案された。
また、前述の「各地で確認された異常な夕焼け」は、イギリス人画家のジョゼフ・マロード・ウィリアム・ターナーの作品などにも影響を与えており、例えば『チチェスター運河』（1828年）などでも、この時期に特徴的な薄い黄色の夕焼けが描かれている。

## その他
- 島村英紀によれば、1815年のタンボラ噴火で噴出されたマグマの量は、東京ドーム10万杯分であったという。
- タンボラは、1815年の大爆発以降も活火山としての活動を続けており、最新の噴火は1967年に起こっている[9]。